# 油菜河水库
油菜河水库，位于中国贵州省安顺市西秀区龙宫镇境内，是打邦河上游干流上的中型水库，1991年5月开工建设，1995年5月大坝竣工。总库容5960万立方米，正常蓄水位1290米，相应水面面积0.85平方千米。水库大坝建于地下岩溶洞中，坝型为双曲三圆心浆砌石拱坝，最大坝高41.5米，坝顶弧长37米，坝顶宽5.5米。水库功能主要是防护下游少受洪灾，解决龙宫、宁谷两镇农田灌溉用水，同时调节龙宫国家级风景名胜区的枯季景观用水量。